# Mzabici
Mzabici – lud afrykański zamieszkujący środkową Algierię. Jest to grupa pochodzenia berberyjskiego. Charakterystyczną cechą ubioru kobiet są długie białe stroje, a twarz osłaniają welonem, przy czym tylko jedno oko jest odkryte. Mężczyźni natomiast noszą szerokie spodnie i długie białe koszule, a na głowę zakładają turban, który ochrania ich przed upałem. Trudnią się przede wszystkim handlem.